# ESN Vrilissia
L' ESN Vrilissia est un club de handball situé à Vrilissia, une petite ville située près d'Athènes en Grèce.

## Palmarès
Compétitions nationales
- Championnat de Grèce (1) :  1996
- Coupe de Grèce (2) :  1996, 2011